# Zoltan Lunka
Zoltan Lunka, född 22 maj 1970 i Miercurea Nirajului, Rumänien, är en tysk boxare som tog OS-brons i flugviktsboxning 1996 i Atlanta. Han slogs ut i semifinalen av Bulat Jumadilov från Kazakstan med 18-23.